# 拉夫基
48°28′48″N 22°41′40″E / 48.48000°N 22.69444°E
拉夫基（烏克蘭語：Лавки）是位於烏克蘭西部外喀爾巴阡州的穆卡切沃區的村莊，面積6.01平方公里，海拔高度162米，2001年人口1,299，人口密度每平方公里0.23人。